# Sumqayıt

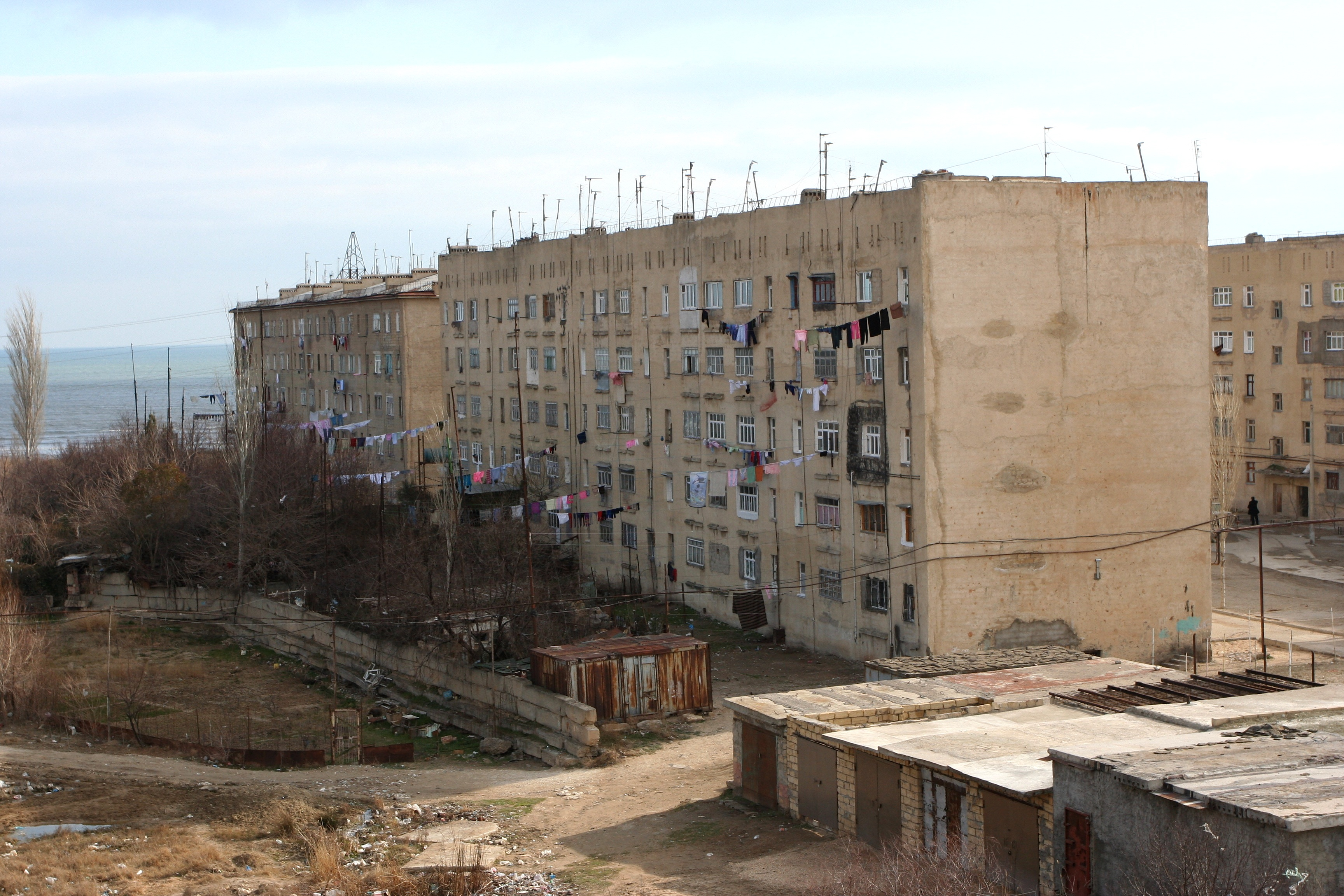
Jellegzetes, leromlott állapotú szovjet stílusú panelházak Sumqayıtban 2007-ből

Sumqayıt (ejtsd: Szumgajit, oroszosan Szumgait) Azerbajdzsán 3. legnagyobb városa (Baku és Gandzsa után). Baku központjától kb. 35 km-re északra, a Kaszpi-tenger partján fekszik. Lakossága közel 300 ezer fő volt 2015-ben.
A várost csak a második világháborút követően, 1949-ben alapították. Ma Baku után az ország második legnagyobb ipari központja. Gazdaságában jelentősebb ágazatok: kőolajipar, vegyipar, könnyűipar, gyógyszeripar, építőipar, autóipar és az elektronika.
1988-ban nevét onnan ismerhette meg a világ, hogy utcáin tört ki a sumqayıti pogrom, amelynek során a helyi azeri lakosság rátámadt az örményekre. A konfliktus során 53 (zömében örmény) veszítette életét, több százra rúgott a sebesültek száma, valamint a városban élő 14 000 örmény elmenekült. A pogrom kiindítója volt az ezt követő véres hegyi-karabahi háborúnak.

## A város szülöttei
- Valentyina Ivanovna Popova (1960–), sportoló
- Əlixan Səmədov (1964–), zenész
- Alexander Ilitschewski (1970–), költő
- Şahin İmranov (1980–), bokszoló
- Rəfael Ağayev (1985–),
- Şəhriyar Məmmədyarov (1985–), sakkmester
- Vasif Durarbəyli (1992–), sakkmester

## Fordítás
- Ez a szócikk részben vagy egészben  a   Sumqajit című angol Wikipédia-szócikk fordításán alapul.  Az eredeti cikk szerkesztőit annak laptörténete sorolja fel. Ez a jelzés csupán a megfogalmazás eredetét és a szerzői jogokat jelzi, nem szolgál a cikkben szereplő információk forrásmegjelöléseként.
- Ez a szócikk részben vagy egészben  a   Sumqajit című német Wikipédia-szócikk fordításán alapul.  Az eredeti cikk szerkesztőit annak laptörténete sorolja fel. Ez a jelzés csupán a megfogalmazás eredetét és a szerzői jogokat jelzi, nem szolgál a cikkben szereplő információk forrásmegjelöléseként.